# Polycentridae
La famiglia Polycentridae comprende due specie di pesci d'acqua dolce dell'ordine Cichliformes.

## Specie
Una volta parte di un'altra famiglia, quella dei Nandidae, da qualche anno i biologi hanno ritenuto opportuno creare una nuova famiglia, composta solo dalle due specie:
- Monocirrhus polyacanthus
- Polycentrus schomburgkii